# Шпрунер, Вильгельм фон
Вильгельм фон Шпрунер (нем. Wilhelm von Spruner, 1805—1874) — немецкий (баварский)  аптекарь и собиратель растений.

## Биография
Родился 28 августа 1805 года в Ингольштадте. Учился в аптечном учреждении в Мюнхене, затем окончил Эрлангенский университет.
С 1834 по 1843 год Шпрунер был сначала военным аптекарем в армии Греции, затем руководил военной фармацевтикой в Афинах. Затем, с 1844 по 1858 год, он был военным аптекарем армии Баварии.
После окончания карьеры в военной фармацевтике Шпрунер был главным аптекарем II класса в Мюнхене.
Скончался в Мюнхене 30 мая 1874 года.
Гербарий Шпрунера с образцами из Греции и Баварии был в 1879 году приобретён Германом Динглером, вместе с гербарием самого Динглера попал в Берлинский ботанический музей, где был почти полностью уничтожен в 1943 году.

## Роды и некоторые виды, названные именем В. Шпрунера
- Sprunnera Sch.Bip., 1843 — Inula L., 1753
- Astragalus spruneri Boiss., 1843
- Centaurea spruneri Boiss. & Heldr., 1846
- Hypericum spruneri Boiss., 1849
- Nepeta spruneri Boiss., 1859
- Onosma spruneri Boiss., 1849
- Saxifraga spruneri Boiss., 1843
- Stachys spruneri Boiss., 1848
- Trigonella spruneriana Boiss., 1843